# 呂萊梅埃

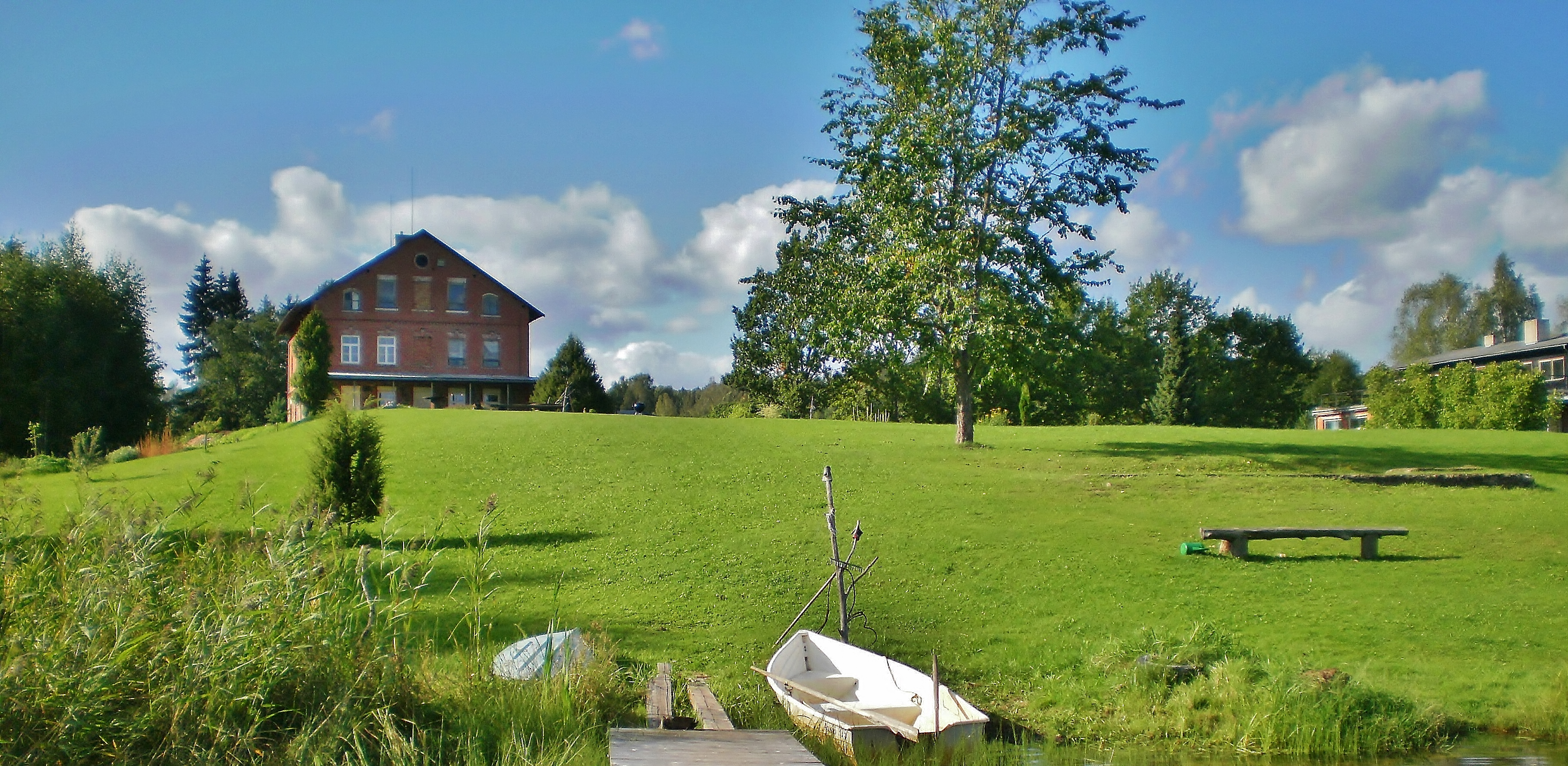
卡鲁拉堂区学校建筑

呂萊梅埃是愛沙尼亞瓦爾加縣瓦尔加市镇内的村庄，位於該國南部，曾是原卡魯拉市镇的行政中心。村里第一間教堂建於1318年，該村在第二次世界大戰時被破壞，2001年人口290。

## 外部連結
- 瓦尔加市镇官方网站 （页面存档备份，存于） （文） （俄文）